# Нордт, Кристина
Кристина Нордт (род. 17 февраля 1982 г. в Кайзерслаутерне как Кристина Шерер) — немецкий политик (ХДС), политолог и депутат Бундестага Германии с марта 2021 года. Входит в парламентскую группу ХДС / ХСС.

## Жизнь и работа
После окончания школы Эдит Штайн в Эрфурте в 2000 году Нордт получила степень бакалавра со специализацией в области политологии и социальных наук и специализацией по политологии и праву на недавно основанном факультете политологии Университета Эрфурта. Она получила степень магистра политических и социальных наук в Эрфурте в 2005 году. Во время учёбы работала научным сотрудником на факультете социологии образования Эрфуртского университета.
С 2005 по 2007 год Нордт была консультантом в Министерстве социальных дел, семьи и здравоохранения Тюрингии. Затем с 2008 по 2020 год она работала советником парламентской группы ХДС в парламенте Тюрингии по вопросам образования, молодежи, спорта и равенства. Нордт работает в Kolping-Bildungswerk Thuringia с 2021 года.
Кристина Нордт католичка, замужем, имеет одного ребёнка и живёт в Эрфурте. Её отец — бывший министр внутренних дел Тюрингии, председатель Счетной палаты Тюрингии, председатель окружного суда Эрфурта, член Конституционного суда Тюрингии и депутат Государственного парламента Манфред Шерер.

## Политика

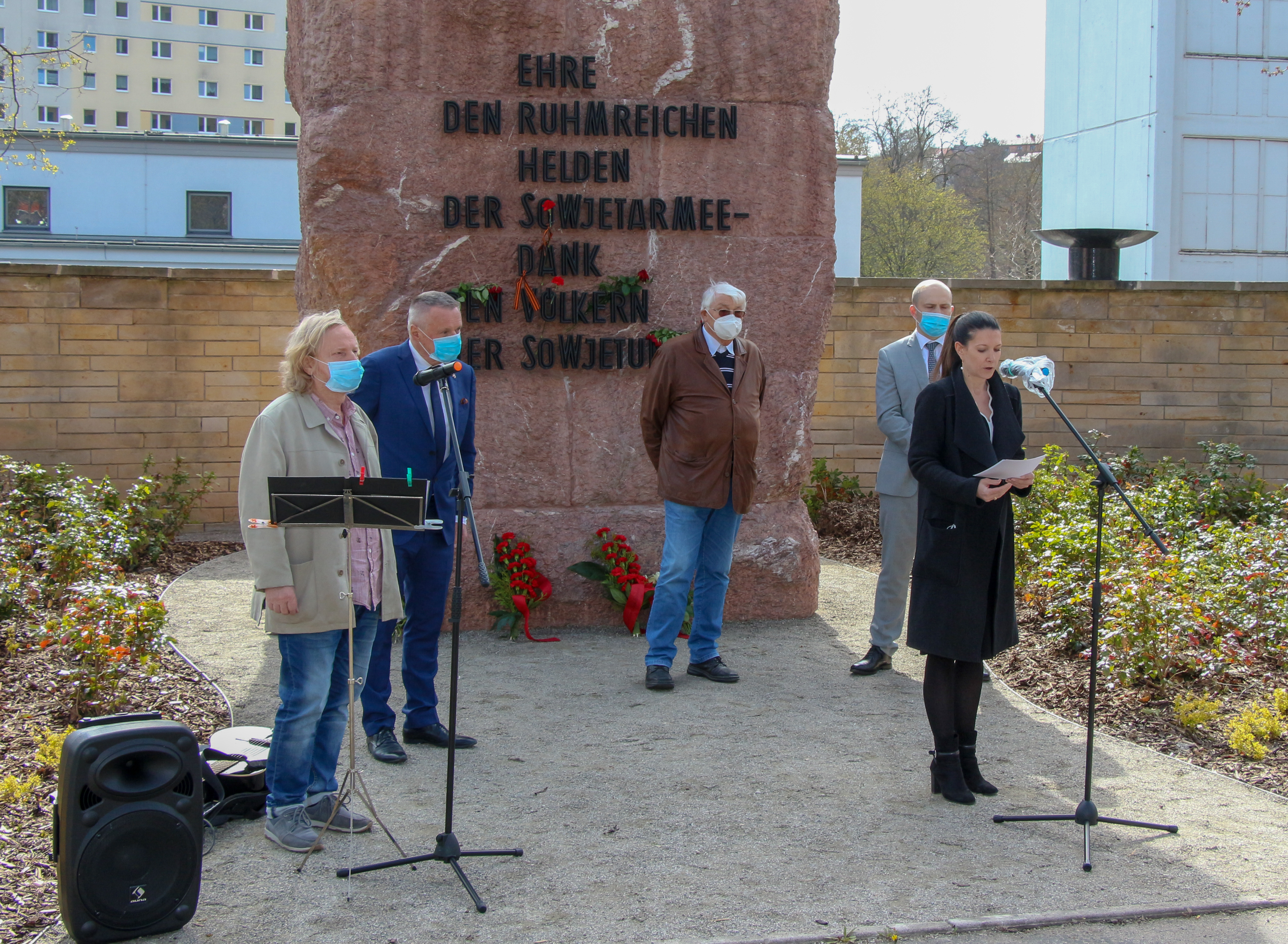
Кристина Нордт 8 мая 2021 года у Советского мемориала в Зуле в рамках празднования Дня освобождения

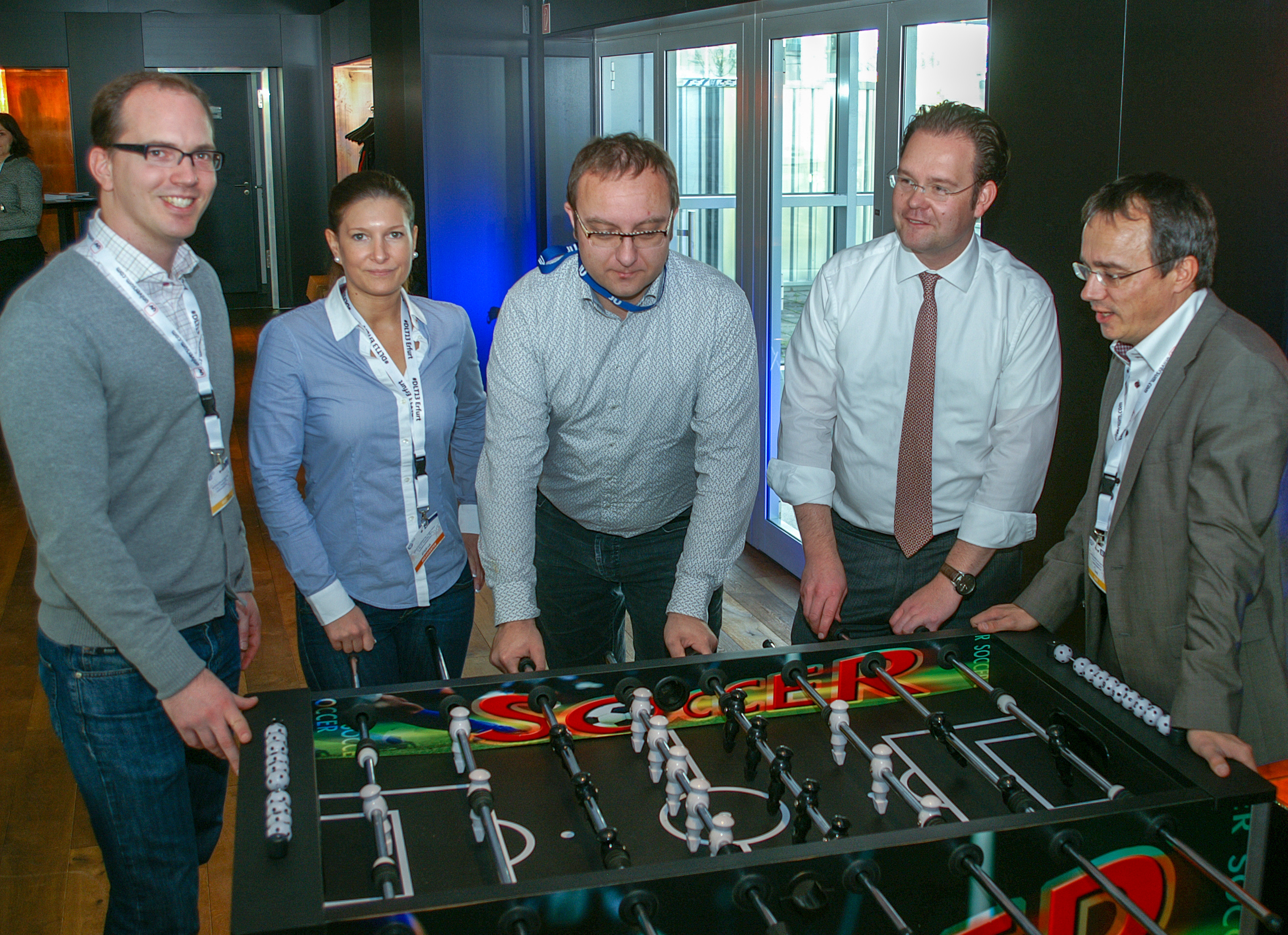
Нильс-Оливер Фреймут, Кристина Нордт, Фагус Паули, Танкред Шипански, Майкл Пансе (из. л. п. р .; 2013)

### Политическая партия
Нордт присоединилась к Junge Union и CDU в 2008 году. Она была асессором в государственном совете JU и заместителем председателя JU в Эрфурте. С 2010 по 2016 год она была членом федерального совета JU. Представитель молодёжной ассоциации университетской политики.
Нордт является заместителем председателя местной ассоциации ХДС в Эрфурте, является членом исполнительной власти ХДС в Эрфурте с 2011 года и исполнительной власти района Эрфурт с 2020 года.

### Депутаты
На федеральных выборах 2017 года Нордт заняла 6-е место в списке ХДС Тюрингия от немецкого Бундестага. Она преемница Марка Гауптмана, отказавшегося от членства в Бундестаге Германии в марте 2021 года, с 22 лет. С марта 2021 года она является членом Комитета по экономике и энергетике и заместителем члена Комитета по здравоохранению и Комитета по иностранным делам.

### Муниципальные учреждения
Нордт была членом Комитета по социальным вопросам, рынку труда и равенству города Эрфурт с 2009 по 2014 год.